# Isabelle Guérin
Isabelle Guérin (Rosny-sous-Bois, 6 maggio 1961) è un ex ballerina francese, prima ballerina del balletto dell'Opéra di Parigi dal 1985 al 2001.

## Biografia
Dopo aver studiato danza sotto la supervisione di Christiane Vaussard, nel giugno 1977 vinse il primo premio al Conservatoire national supérieur de musique et de danse de Paris. Dopo essersi perfezionata alla scuola di danza dell'Opéra di Parigi, nel 1978 fu scritturata nel corps de ballet della compagnia.
La sua carriera all'interno del balletto dell'Opéra di Parigi fu rapida: nel 1981 fu promossa a solista, nel 1984 a ballerina principale e nel 1985 Rudol'f Nureev la proclamò danseuse étoile dopo una rappresentazione del Lago dei cigni di Vladimir Bourmeister. Il suo vasto repertorio nella compagnia comprendeva ruoli da protagonista ne Il lago dei cigni, Giselle, Apollon musagète, Don Chisciotte, Raimonda, Romeo e Giulietta, La bella addormentata, La Bayadère, L'histoire de Manon, Cenerentola e Lo schiaccianoci. Nel 1993 vinse il Prix Benois de la Danse.
Da tradizione gli étoile del balletto dell'Opéra di Parigi rinunciano alla carica dopo il compimento dei quarant'anni. Guérin diede il suo ufficiale addio alle scene nel maggio 2001, ma durante la stagione successiva tornò a danzare per la compagnia in qualità di prima ballerina ospite in Notre-Dame de Paris e L'Arlésienne di Roland Petit, Le Parc di Angelin Preljocaj, Other Dances e The Cage di Jerome Robbins.